# Star Wars: Obi-Wan
Star Wars: Obi-Wan es un videojuego para Xbox. El juego consta de diez niveles con sus subniveles. Como es un juego de arcade puedes jugar con dos personajes en un duelo de sables con seis de los maestros, incluyendo a Mace Windu.
En este juego la acción transcure en el Episodio I: La amenaza fantasma. Encarnarás a Obi-Wan Kenobi en múltiples batallas hasta convertirte en un caballero jedi y hacer algunas misiones de la película, pero con esto tendrás que superar las pruebas de los maestros que son algo variadas en cuanto rivales, ya que empezarás con un droide hasta la prueba final en la que te enfrentarás a Mace Windu, lo que a su vez te ayudara a enfrentarte en el último nivel con Darth Maul, con lo que se te nombrará Caballero jedi.
Este juego fue distribuido por Lucas Arts en el año 2001, siendo uno de los primeros juegos de la Xbox. No fue exactamente un éxito debido a que peca de gráficos relativamente malos y a que en cuanto al plano de la jugabilidad es algo torpe, ya que es un juego de tercera persona y la cámara es algo lenta. Lo más rescatable del juego son algunas misiones que son algo entretenidas.
- Datos: Q54843